# Олександр Раквіашвілі
Олександр Раквіашвілі (нар. 19 липня 1982) — грузинський політик, доктор економічних наук, професор. Член політичної партії «Гірчі». У 2016-2019 роках був деканом бізнес-школи Вільного університету. З 2019 року він є професором Університету Грузії.
З 27 травня 2021 року є депутатом парламенту Грузії 10-го скликання за партійним списком, виборчий блок: «Гірчі». Щоб замінити Раквіашвілі, Саломе Муджірі відмовилася від депутатства, а партія "Гірчі" закрила зареєстрований у ЦВК виборчий список.
Раквіашвілі закінчив МДУ.